# Мухаммед аль-Макриф
Муха́ммед Ю́суф аль-Макри́ф (араб. محمد يوسف المقريف‎, лив. диал. эль-Мегарие́ф; род. в 1940 году в Бенгази, Итальянская Ливия) — ливийский политический и государственный деятель. Бывший глава Ливийской республики как председатель Всеобщего Национального Конгресса (с 9 августа 2012 года по 28 мая 2013 года).
Рассматривался как вероятный кандидат на предстоящих выборах президента Ливии.

## Биография
Мухаммед аль-Макриф родился в 1940 году в Бенгази. В 1978—1980 гг. был послом Ливии в Индии. В 1980 году бежал в Марокко из-за негативного отношения к режиму Муаммара Каддафи. В 1981 году он основал «Национальный фронт спасения Ливии», был его лидером с 1982 по 2001 гг. Был одним из организаторов неудачного покушения на Каддафи 8 мая 1984 году. В свою очередь, агенты Каддафи трижды пытались убить его за границей. На протяжении более 30 лет изгнания аль-Макриф призывал к свержению режима Каддафи и проведению демократических реформ.
Во время Гражданской войны вновь вернулся в Ливию. В 2012 году возглавил «Национальный фронт» (преемник НФСЛ). На июльских выборах во Всеобщий национальный конгресс «Национальный фронт» получил 3 парламентских места. 9 августа того же года аль-Макриф был избран на должность председателя ВНК (за него проголосовали 113 из 200 делегатов).